# Tridesmodes
Tridesmodes är ett släkte av fjärilar. Tridesmodes ingår i familjen Thyrididae.
Kladogram enligt Catalogue of Life:
| Tridesmodes | \| \| Tridesmodes ansorgei \| \| \| \| \| \| Tridesmodes ramiculata \| \| \| \| |
|             | \| \| Tridesmodes ansorgei \| \| \| \| \| \| Tridesmodes ramiculata \| \| \| \| |
|             | Tridesmodes ansorgei                                                            |
|             |                                                                                 |
|             | Tridesmodes ramiculata                                                          |
|             |                                                                                 |